# Rejon wołowiecki
Rejon wołowiecki – jednostka administracyjna w składzie obwodu zakarpackiego Ukrainy.
Utworzony w 1946. Ma powierzchnię 544 km². Siedzibą władz rejonu jest Wołowiec.
Na terenie rejonu znajduje się 2 osiedlowe rady i 13 silskich rad, obejmujących w sumie 24 miejscowości.

## Miejscowości rejonu
- (Абранка)
- (Біласовиця)
- (Буковець)
- (Гукливий)
- (Ялове)
- (Канора)
- (Кічерний)
- (Котельниця)
- (Лази)
- (Латірка)
- (Нижні Ворота)
- (Пашківці)
- (Перехресний)
- (Підполоззя)
- (Розтока)
- (Скотарське)
- (Тишів)
- (Щербовець)
- (Верб'яж)
- (Верхні Ворота)
- (Верхня Грабівниця)
- Wołowiec (Воловець)
- (Завадка)
- (Збини)
- Zadilśke (Задільське)
- Żdenijewo (Жденієво)